# جمعية الشعرى لعلم الفلك
جمعية الشِعْرىَ لعلم الفلك (اختصارًا SIRIUS) هي جمعيةٌ ثقافية وتعليمية وعلمية جزائرية تُعنى بعلم الفلك، كانت قد تأسست في قسنطينة بالجزائر بشهر يونيو 1996، كما تُعد واحدةً من أهم الجمعيات النشطة بعلم الفلك عربيًا وأفريقيًا. سُميت الجمعية نسبةً لنجم الشِعْرىَ، وتذكر الجمعية في شعارها آية القرآن الكريم ﴿وَأَنَّهُ هُوَ رَبُّ الشِّعْرَى ۝٤٩﴾ [النجم:49].

## التاريخ
تأسست جمعية الشِعْرىَ لعلم الفلك في يونيو 1996 بمدينة قسنطينة في الجزائر، وأنشئت موقعها الإلكتروني في أوائل عام 1998، وكان جزءًا من الموقع الشخصي لشوقي بولهواش، وهو من مؤسسي الجميعة، ثُم نُقل الموقع إلى نطاقٍ منفصل في أواخر عام 1998، حيث أُصلح ونظم بالكامل. ورُبما يُعد أول موقعٍ جزائريٍ علميٍ فلكيٍ ثقافي.
تُعاني الجمعية من غياب الدعم الرسمي لها، حيث يذكر رئيس الجمعية جمال ميموني أنَّ دعمها «لا يساوي حصة آخر جمعية أحياء مختصة بكرة القدم»، ويُضيف أنه «رغم الصعوبات والمعوقات فإن ذلك لم يمنع نشاطنا من التوسع وطنيا وإقليميا وحتى عالميا حتى باتت جمعيتنا تصنف على أنها إحدى أنشط الجمعيات العاملة بالمجال».

## النشاطات
يُوجد في الجمعية أكثر من 60 عضوًا، وتُقدم محاضراتٍ وورش عمل أسبوعية تقريبًا، كما تُشارك في برامج التوعية للمؤسسات التعليمية في الجزائر حول مختلف جوانب العلوم عمومًا، وعلم الفلك خصوصًا. تُنتج الجمعية أيضًا برنامجًا إذاعيًا نصف شهريٍ حول علم الفلك والعلوم على إذاعة سيرتا إف إم. في عام 2009، تبنت الجمعية إطلاق النسخة العربية من مشروع الصورة الفلكية اليومية (APOD)، وهو موقعٌ تُقدمه وكالة ناسا وجامعة ميشيغان التقنية، بحيث يعرض صورةً فلكية يومية مع وصفٍ علميٍ لها.
تنشر الجمعية «مجلة الشعرى العلمية»، وهي مجلة إلكترونية مجانية دورية تصدر كُل شهرين اللغة العربية، حيث تُشرف عليها الجمعية بمشاركاتٍ عربيةٍ ودولية، وتهدف المجلة إلى تبسيط علم الفلك للمجتمع بكافة شرائحه، ونشر الثقافة العلمية بين أوساط المجتمع.